# منطقة شامفي
شامفي رمزها «CH» (بالإنجليزية: Champhai)‏ ، هو تقسيم إداري لدولة الهند تتبع ولاية ميزورام (بالإنجليزية: Mizoram)‏ ، مركزها هو مدينة شامفي (بالإنجليزية: Champhai)‏ عدد سكانها حسب تعداد سنة 2001 هو 101,389 ، مساحتها 3,168 كم² وكثافة السكان 32 لكل كم² .